# داميان فرتادو
داميان فرتادو (بالفرنسية: Damien Furtado)‏ (8 مارس 1997 في فرنسا - ) هو لاعب كرة قدم فرنسي في مركز الهجوم.

## وصلات خارجية
- داميان فرتادو على موقع قاعدة بيانات كرة القدم.إي يو (الإنجليزية)
- داميان فرتادو على موقع Soccerway.com (الإنجليزية)